# 치킨 앤드 머시룸 파이

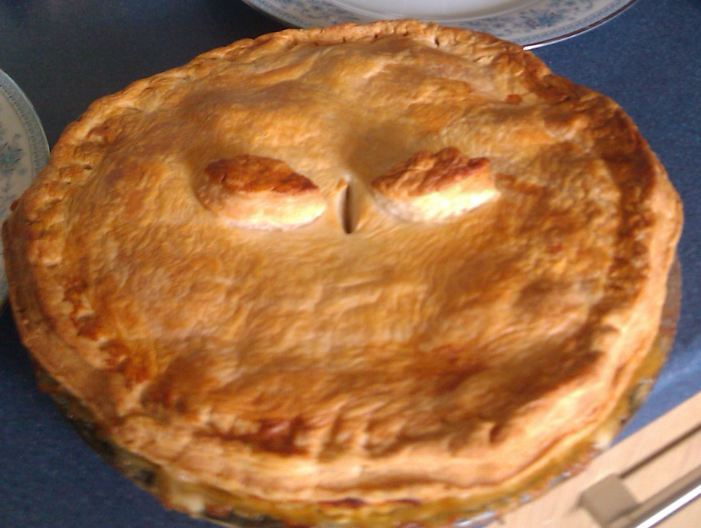

치킨 앤드 머시룸 파이(Chicken and mushroom pie)는 일반적인 영국 파이로, 영국에서 가장 인기 있는 맛있는 파이 중 하나로 평가되며 종종 피시 앤드 칩스 레스토랑에서 제공된다. 남아프리카 공화국에서도 매우 인기가 있다.

## 재료
겉은 일반적으로 상단과 하단이 빵 껍질로 채워져 있으며, 속은 작은 닭고기 조각과 크림 소스에 얇게 썬 버섯으로 구성되어 있다. 상단 빵 껍질은 일반적으로 퍼프 페이스트리이다. 테마에 대한 변형은 크림 같은 충전재의 일부로 육두구 또는 파를 사용할 수 있다. 전국의 칩 상점에서 이러한 파이를 구입할 수 있으며 슈퍼마켓에서도 구입할 수 있다.

## 같이 보기
- 팟 파이